# Carlsen (forlag)
Forlaget Carlsen A/S er et dansk forlag, hvis forhistorie går tilbage til 1899.
Forlaget udgiver børne- og ungdomsbøger. Det er i dag en del af Egmontkoncernens forlagsdivision, Lindhardt & Ringhof.

## Historie
1899 grundlagde Hjalmar Carlsen (1875-1951) et illustrationsbureau, P.I.B. (Presse-Illustrations-Bureau), der leverede aktuelle illustrationer og pressebilleder til dagblade i Norden, Tyskland, Frankrig og Rusland. Efter 1. verdenskrig begyndte man også at levere tegneserier, humorstof, børnerubrikker m.m. ved siden af pressebillederne.
1940 blev den første børnebog udgivet, og 1942 grundlagde Hjalmar Carlsens søn, Per Carlsen, Illustrationsforlaget. På dette forlag udkom bl.a. Rasmus Klump, Pixi-bøgerne og Tintin. Forlaget hed i mange år Carlsen if (if=Illustrationsforlaget).
1980 blev forlaget solgt til svenske Bonnier, og 1991 overtog Carlsen alle albumudgivelser fra det ligeledes Bonnier-ejede tegneserieforlag Interpresse. Carlsen og Interpresse havde indtil da bygget det danske album-marked op under hård, indbyrdes rivaliseren – Interpresse med serier som f.eks. Valhalla, Lucky Luke og Splint & Co. 
1996 gik forlaget på internettet. I første omgang med fokus på tegneserier, men efter kort tid etableredes en webshop med postordresalg og kreditkortbetaling, der var den første af sin art i Danmark. Carlsens hjemmeside blev i februar 1997 kåret af Politiken til en af Danmarks 10 bedste hjemmesider. 
Bonnier solgte i efteråret 2007 hele sin danske bogdivision (herunder Forlaget Carlsen) til den danske mediekoncern Egmont. Da Egmont imidlertid allerede var en betydelig udgiver af tegneserier på dansk, blev en stor del af Carlsens tegneserier holdt udenfor handelen efter krav fra EU’s konkurrencekommission. Bonnier solgte i stedet Carlsens tegneserier til forlaget Cobolt.

## Ledelse
Denne liste er ufuldstændig; hjælp gerne med at udfylde den.
- 1899-1951: Hjalmar Carlsen
- 1951-1980: Per Carlsen (for Illustrationsforlaget fra 1940)
- 1980-1987: Niels Kølle
- 1994-2004: Jesper Holm
- 2004-2007: Jens Trasborg og Lone Ibsen (kollektiv ledelse)
- 2007-2009: Jens Trasborg (forlagschef)
- 2009-2011: Martin Schölarth (forlagschef)
- 2011-2015: Camilla Schierbeck (forlagschef)
- 2015-2017: Ole Sønnichsen (forlagschef)
- 2017-2021: Christian Bach (forlagschef)
- 2021-2023: Christian Bach (direktør) og Kaya Hoff (forlagschef)
- 2023: Kaya Hoff (direktør)